# Lingue bozo
Le lingue bozo (talvolta boso) sono un gruppo di lingue mande parlate in Mali, Burkina Faso, nella Costa d’avorio e in Nigeria.

## Distribuzione geografica
Le lingue bozo sono quattro idiomi correlati parlati dai Bozo, un popolo di pescatori che vive nella parte centrale del delta interno del Niger, in Mali.
Secondo Ethnologue, i locutori dei tre idiomi appartenenti al sottogruppo orientale erano 118 000 nel 1987, mentre per la lingua bozo jenaama erano 197 000 nel 2003.

## Classificazione
Secondo Ethnologue, il gruppo delle lingue bozo è composto da:
- Lingue bozo orientali
  - Lingua bozo kelengaxo o bozo hainyaxo/hainyaho [codice ISO 639 bzx]
  - Lingua bozo tiemacewe [boo]
  - Lingua bozo tieyaxo [boz]
- Lingue jenaama
  - Lingua bozo jenamaa (o bozo jenaama) [bze]